# Il magnifico fannullone
Il magnifico fannullone (The Magnificent Dope) è un film del 1942 diretto da Walter Lang.

## Trama
Dwight Dawson, ex studente di scarso profitto, mette in piedi una scuola per manager e per meglio dimostrare la validità del suo metodo cerca un perdigiorno da manuale e lo trova in Thadeus. Questi però contagia con la sua vita priva di preoccupazioni e stress tutti gli altri studenti, Dwight per farlo concentrare sull'obiettivo gli mette davanti una ragazza, la sua fidanzata e le cose iniziano a complicarsi…